# Gastrophysa analis
Gastrophysa analis es una especie de insecto coleóptero de la familia Chrysomelidae. Fue descrita científicamente en 1890 por Reitter.